# Фредерік Гоук
Фредерік Гамілтон Гоук (нім. Hauck, нар. 11 квітня 1941) — капітан Військово-морських сил США у відставці та колишній астронавт НАСА. Брав участь у трьох польотах за програмою «Спейс Шаттл», як пілот шатлу «Челленджер» — STS-7 (1983) та двічі як командир екіпажу шатлу «Дискавері» — STS-51-A (1984) і STS-26 (1988).

## Ранні роки
Народився 11 квітня 1941 року в Лонг-Біч, штат Каліфорнія, але вважає своїми рідними міста Вінчестер, Массачусетс і Вашингтон, округ Колумбія. Його батьками були покійний капітан і місіс Філіп Ф. Гоук. Його дід по материнській лінії, Олаф М. Хустведт, був віцеадміралом ВМС США, який командував лінкорами під час Другої світової війни. Гоук одружений зі Сьюзен Кемерон Брюс.

## Кар'єра
Гоук, студент Корпус підготовки офіцерів запасу ВМС в Університеті Тафтса, розпочав роботу після закінчення навчання в 1962 році і вступив на есмінець «USS Уоррінгтон» (ДД-843), де він служив 20 місяців, на посадах зв'язківця та офіцера Центру бойової інформації. У 1964 році він навчався у Військово-морській аспірантурі США в Монтереї, штат Каліфорнія, де вивчав математику та фізику, а в 1965 році деякий час вивчав російську мову в Інституті оборонної мови в Монтереї. Був обраний для Програми перспективних наук Військово-морських сил, наступного року він отримав ступінь магістра ядерної інженерії в Массачусетському технологічному інституті.
Він розпочав льотну підготовку на базі військово-морської авіації Пенсакола, штат Флорида, у 1966 році, і отримав звання військово-морського авіатора, отримавши значок авіаційні крила в 1968 році. Як пілот 35-ї штурмової ескадрильї він відправився в західну частину Тихого океану разом з Carrier Air Wing Fifteen на борту авіаносця USS Coral Sea, виконуючи 114 бойових завдань і місій бойової підтримки на A-6 Intruder.
У серпні 1970 року Хаук приєднався до штурмової ескадрильї 42 як інструктор з доставки візуальної зброї на літаку A-6 Intruder. У 1971 році він був обраний для підготовки льотчиків-випробувачів у Школі льотчиків-випробувачів Військово-морських сил США в Патаксент-Рівер, штат Меріленд. Після цього відбулося 3-річне турне у відділення придатності авіаносців Морського повітряного випробувального центру відділу льотних випробувань. Протягом цього періоду Хаук працював пілотом-випробувачем проекту для систем автоматичної посадки авіаносця на літаках RA-5 Vigilante, A-6 Intruder, A-7 Corsair II, F-4 Phantom і F-14 Tomcat, а також був керівником групи літаків. Випробування літака F-14 Комітетом з інспекції та огляду ВМС. У 1974 році він підпорядковувався командиру авіаносного крила 14 на борту USS Enterprise. Під час двох круїзів він літав на A-6, A-7 та F-14 як вдень, так і вночі. У лютому 1977 року він приєднався до 145-ї штурмової ескадрильї як виконавчий офіцер.
НАСА вибрали Гоука як кандидата в астронавти в січні 1978 року. Він був помічником команди Crimson CAPCOM під час повторного входу в космічний шаттл. Його перший політ у космос відбувся у якості пілота STS-7, сьомого польоту космічного човна, який стартував із космічного центру Кеннеді, штат Флорида, 18 червня 1983 року. До складу екіпажу входили Роберт Кріппен (командир космічного корабля) і три спеціалісти місії: Джон Фабіан, Саллі Райд і Норм Тагард. Це був другий політ орбітального корабля Challenger і перша місія з екіпажем з 5 осіб. Під час місії екіпаж STS-7 розгорнув супутники для Канади (ANIK-C2) та Індонезії (Palapa B-1); використовував розроблену в Канаді дистанційну систему маніпуляції (RMS) для виконання перших вправ з розгортання та вилучення (за допомогою супутника Shuttle Pallet Satellite (SPAS-01)); і разом з Кріппеном провів перше пілотування орбітального апарата поблизу вільного літаючого супутника (SPAS-01). Тривалість місії становила 147 годин до посадки на злітно-посадкову смугу на березі озера на авіабазі Едвардс, Каліфорнія, 24 червня 1983 року.
Хаук був командиром космічного корабля для другої місії Discovery на місії STS-51-A, яка стартувала 8 листопада 1984 року. Його екіпаж включав Девіда М. Вокера (астронавт) (пілот) і трьох спеціалістів місії, Джозефа Аллена, Анну Фішер і Дейла Гарднера. Під час місії екіпаж розгорнув два супутники: Anik D-2 Telesat Canada і LEASAT-1 (Syncom IV-1) Hughes. Під час першої в історії космічної рятувальної місії екіпаж також повернув на Землю супутники Palapa B-2 і Westar VI. STS-51-A здійснив 127 обертів навколо Землі перед тим, як 16 листопада 1984 року приземлився в космічному центрі Кеннеді, Флорида.
У березні 1985 року капітан Гоук став керівником проекту офісу астронавтів для інтеграції розгінного блоку ракети Centaur на рідкому паливі в Шаттл. У травні 1985 року його призначили командиром місії сонячного зонда «Улісс» STS-61-F, що підтримується Кентавром (за підтримки Європейського космічного агентства). Його планувалося запустити в стислі терміни запуску в травні 1986 року. Після аварії на «Челленджері» цю місію було відкладено, а проект «Шаттл-Центавр» припинено.
У серпні 1986 року капітан Гоук був призначений помічником адміністратора NASA із зовнішніх зв'язків, політичним радником адміністратора NASA з питань Конгресу, громадськості, міжнародних, міжурядових і освітніх питань. На початку лютого 1987 року він відновив виконання обов'язків астронавта в Космічному центрі Джонсона.
Гоук був командиром космічного корабля «Діскавері» на STS-26, першому польоті після аварії «Челленджера». Місія стартувала 29 вересня 1988 року. Екіпаж літака включав пілота Річарда Кові та трьох спеціалістів місії: Девіда Гілмерса, Майка Лаунджа та Джорджа Нельсона. Під час чотириденної місії екіпаж розгорнув супутник відстеження та передачі даних (TDRS-C) і провів одинадцять експериментів на середній палубі. «Діскавері» здійснив 64 оберти навколо Землі перед тим, як 3 жовтня 1988 року приземлився на авіабазі Едвардс, Каліфорнія.
Гоук зареєстрував понад 5500 годин польоту, 436 годин у космосі.
У травні 1989 року він став директором відділу космічних систем Військово-морського флоту в офісі начальника військово-морських операцій. На цій посаді він відповідав за бюджет космічних програм ВМС. Капітан Гоук залишив військову службу 1 червня 1990 року.
У жовтні 1990 року він приєднався до AXA Space (раніше INTEC) як президент і головний операційний директор, а 1 січня 1993 року взяв на себе обов'язки головного виконавчого директора. AXA Space є світовим лідером у сфері страхування майна та від нещасних випадків на випадок запуску та експлуатації супутників. Він пішов з AXA Space у квітні 2005 року.